# Henri Liebaert
Henri Marcel Hector Liebaert (Deinze, 29 november 1895 - Rome, 7 april 1977) was een Belgisch liberaal politicus.

## Levensloop
Zoon van textielindustrieel Marcel Liebaert, studeerde hij aan het atheneum in Gent en aan de nijverheidsschool, afdeling textiel. Hij studeerde verder aan de Technische Hochschule in Krefeld en aan de Pittman's School in Londen. In 1914 onderbrak hij zijn studies en vocht als vrijwilliger gedurende vier jaar aan het IJzerfront.   
Samen met zijn broer nam hij de leiding van de Etablissementen Liebaert, in 1887 in Deinze door hun vader gesticht. Men fabriceerde er bretellen en kousenbanden. Naast de zwaar beschadigde en te herbouwen fabriek in het stationskwartier, werd in 1926-1929 een tweede fabriek gebouwd langs de Gentsesteenweg. Na de Tweede Wereldoorlog kwam nog een derde fabriek in de Industrielaan in Deinze. Het familiebedrijf groeide uit tot een multinational in de sector van de lingerie.   
Liebaert engageerde zich in de politiek. Hij werd de uitgever van het Franstalig Gents dagblad La Flandre Libérale. 
In 1939 werd hij verkozen tot liberaal volksvertegenwoordiger voor het arrondissement Gent en vervulde dit mandaat tot in 1958. Hij was voorzitter van de Liberale Partij in 1953-1954. 
Liebaert was minister:
- van Economische Zaken in de regering Camille Huysmans (augustus 1946 - maart 1947),
- van Financies in een regering Gaston Eyskens (augustus 1949 - juni 1950),
- van Financies in een regering Achiel Van Acker (april 1954 - juni 1958), een regering die de naam Van Acker-Liebaert kreeg.